# Cầu Rama IX
Cầu Rama IX (tiếng Thái: สะพานพระราม ๙, RTGS: Saphan Phra Ram Kao, phát âm [sā.pʰāːn pʰráʔ rāːm kâːw]) là một cây cầu dây văng ở thủ đô Bangkok, Thái Lan bắc qua sông Chao Phraya. Nó nối quận Yan Nawa với quận Rat Burana như một phần của Dao Khanong – thuộc cao tốc Chalerm Maha Nakhon.
Cầu được đặt tên nhằm vinh danh sinh nhật lần thứ 60 của vua Bhumibol Adulyadej. Ngày khánh thành trùng với ngày sinh nhật của đức vua với một triệu người đi qua.  Nó là cầu dây văng đầu tiên tại Thái Lan và là cầu dây văng dài thứ hai trên thế giới vào năm 1987.
Phối màu ban đầu gồm trụ cầu trắng và dây cáp đen, sau đó được thay thế toàn bộ tông vàng đại diện cho nhà vua vào năm 2006.

## Cấu trúc cầu

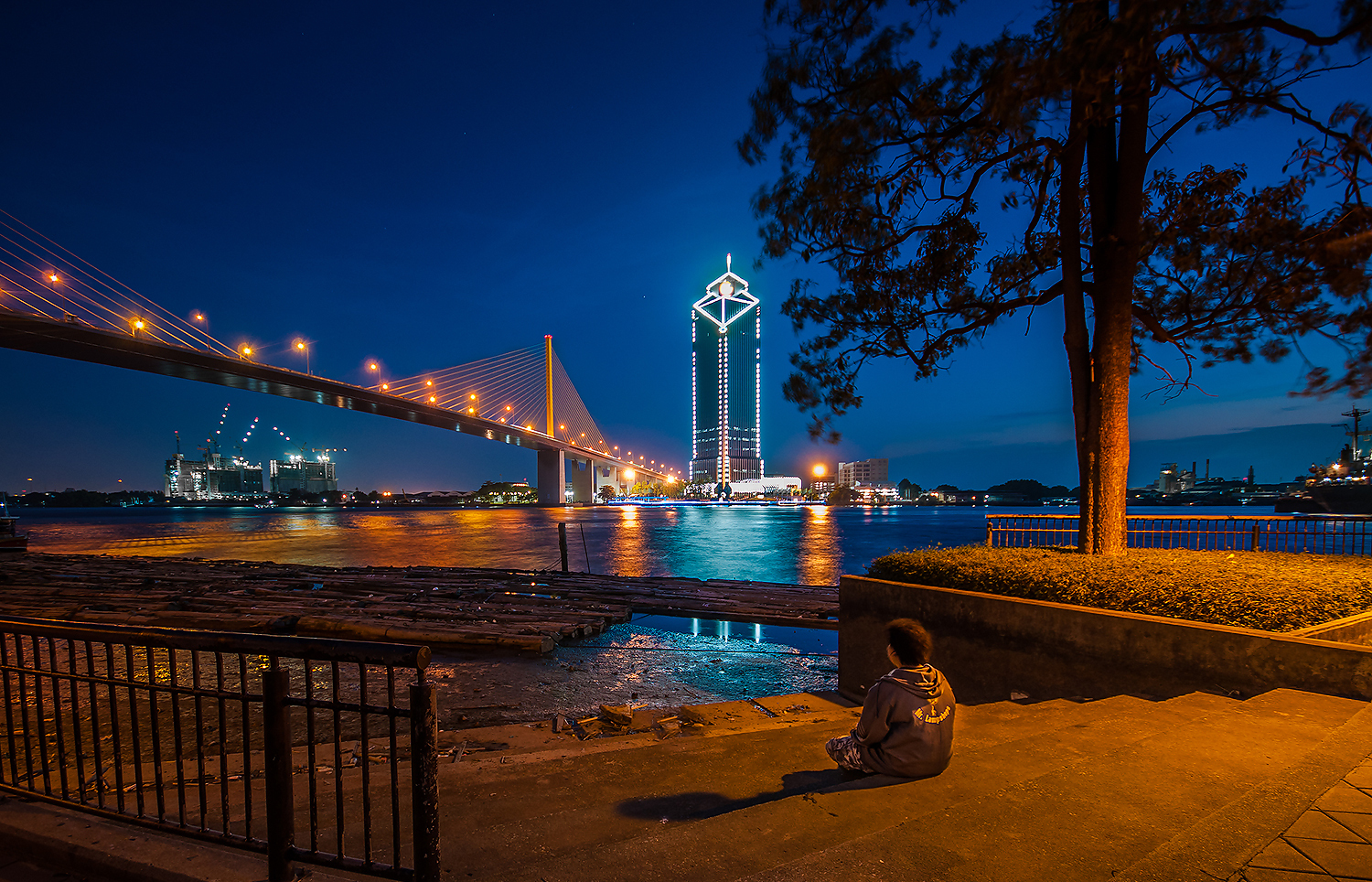
Cầu Rama IX

Cấu trúc cầu bao gồm nhịp cầu, trụ cầu, và dây cáp. Nhịp chính của cầu được kéo căng giữa 2 trụ có chiều dài 450m và rộng 33m. Dây cáp có đường kính 121 – 167 mm bao gồm những sợi cáp nhỏ quấn lại với nhau. Chiều dàu dây cáp từ 50 đến 223m có thể hấp thụ lực kéo căng 1500–3000 tấn. Cầu có lối đi bộ dọc 2 bên.